# Fascia di Denonvillier
La fascia di Denonvilliers o fascia retroprostatica è una divisione nell'anatomia maschile della membrana nella parte più bassa della tasca recto-vesicale; essa separa la prostata e la vescica urinaria dal retto.
Consiste in una singola struttura fibromuscolare con diversi strati che sono fusi insieme e che coprono le vescicole seminali. È chiamata fascia di Denonvilliers in onore dell'anatomista e chirurgo francese Charles-Pierre Denonvilliers.
La struttura che corrisponde nell'anatomia femminile è la fascia rettovaginale (anche se può essere anch'essa chiamata fascia di Denonvilliers). La fascia retro-prostatica inibisce la diffusione posteriore dell'Adenocarcinoma prostatico; quindi l'invasione del retto è meno comune di un'invasione di altre strutture contigue.